# Herman István (politikus)
Herman István Ervin (Aldebrő, 1947. október 16. – Eger 2021. október 21.) magyar vállalkozó, politikus. 2010 és 2014 között a Fidesz országgyűlési képviselője.

## Életpályája
1947. október 16-án született Aldebrőn. 1967-ben az egri Dobó István Gimnáziumban érettségizett, majd cinkográfiát tanult a budapesti Kossuth Nyomdában. 2002-ben az egri Eszterházy Károly Főiskolán pedagógia szakos tanári diplomát szerzett.
1989-ben társalapítója volt a Grafotip Reklám és Kereskedelmi Kft.-nek. 1995-ben a Heves Megyei Iparkamara elnökévé választották.
1990 és 1994 között az Egri Közgyűlés képviselőjeként tevékenykedett. 1994 és 1998 között tagja volt a Költségvetési Bizottságnak. 1998-ban a Heves Megyei Közgyűlés tagja lett. 2002 és 2005 között a Magyar Demokrata Fórum (MDF) Heves megyei elnökhelyetteseként működött. 2005. október 30-án lépett be a Vállalkozók Pártjába. 2006. október 18-án választották meg a párt elnökévé, ám a korábbi vezető, Császár Antal formai okokra hivatkozva nem volt hajlandó elismerni a győzelmet. Császár bírósági eljárásra terelte az ügyet, aki 2008 augusztusában végül megnyerte a pert. Herman és elnökhelyettese, Janzsó Tamás ellen 2007 novemberében pénzmosás gyanúja miatt indult eljárás, mert magánszámlát nyitottak a párt pénzügyeinek kezelésére.
2006-ban csatlakozott a Fideszhez, és Heves megye 6. választókerületének elnöke lett, ahol 2010-ben egyéni országgyűlési képviselővé választották. 2010. május 14-től a Számvevőszéki és Költségvetési Bizottság, 2011. február 14-től a Gazdasági és Informatikai Bizottság tagja volt.

## Elismerései, díjai
- A Magyar Érdemrend lovagkeresztje (2018)[4]

## Fordítás
- Ez a szócikk részben vagy egészben  az   István Herman című angol Wikipédia-szócikk ezen változatának fordításán alapul.  Az eredeti cikk szerkesztőit annak laptörténete sorolja fel. Ez a jelzés csupán a megfogalmazás eredetét és a szerzői jogokat jelzi, nem szolgál a cikkben szereplő információk forrásmegjelöléseként.